# 송호영 (야구인)
송호영(宋昊映, 1975년 8월 18일 ~ )은 전 KBO 리그 야구 선수의 투수이다.

## 출신학교
- 동산고등학교
- 경남대학교 (1995학번)